# Batracomorphus lituratus
Batracomorphus lituratus är en insektsart som beskrevs av Rauno E. Linnavuori och Quartau 1975. Batracomorphus lituratus ingår i släktet Batracomorphus och familjen dvärgstritar. Inga underarter finns listade i Catalogue of Life.